# Lester Patrick

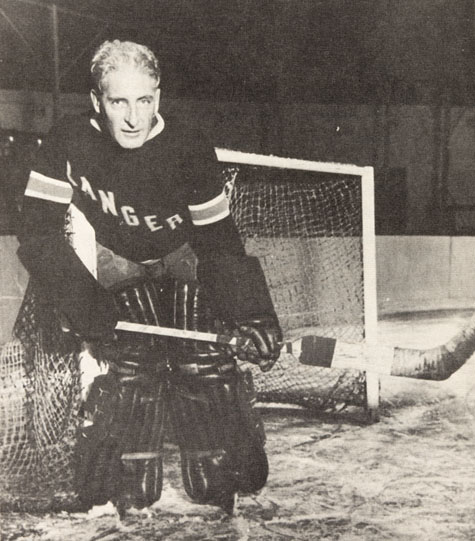
Lester Patrick

Curtis Lester "The Silver Fox" Patrick (Drummondville (Quebec, Canada), 30 december 1883 - ?, 1 juni 1960) was een professioneel ijshockeyspeler en coach bij de Victoria Aristocrats/Cougars in de Pacific Coast Hockey Association (Western Hockey League after 1924), en de New York Rangers in de NHL (National Hockey League).

## Lester Patrick Trophy
De Lester Patrick Trophy is een trofee die naar hem is vernoemd. Die gaat ieder jaar naar een persoon die een positieve bijdrage heeft geleverd aan het Noord-Amerikaanse ijshockey. De Lester Patrick Cup was in de Western Hockey League bestemd voor de winnaar van de playoffs in die competitie. Ook was hij de naamgever van de Patrick Division, een van de vroegere divisies in de NHL.

## New York Rangers
In het seizoen 1932-33 wonnen de New York Rangers de Stanley Cup. Tijdens die wedstrijd was er een beroemd incident. Lester Patrick was toen de coach en general manager van de Rangers. Hij was 44 jaar oud. In een wedstrijd tegen de Montreal Maroons raakte New Yorks keeper Lorne Chabot geblesseerd. Daarop bracht hij zichzelf in als keeper. Hij liet één goal door en de Rangers wonnen de wedstrijd in overtime.
Lester Patrick werd opgenomen in de Hockey Hall of Fame in 1947.
- International Standard Name Identifier: 0000 0000 2461 5975
- Library of Congress Control Number: n80083063
- WorldCat: E39PBJvcY3twh9BM9VMHKkVKVC